# Ruprechtia laevigata
Ruprechtia laevigata är en slideväxtart som beskrevs av Pendry. Ruprechtia laevigata ingår i släktet Ruprechtia och familjen slideväxter. Inga underarter finns listade i Catalogue of Life.